# Leny Yoro
Leny Yoro (Saint-Maurice, 13 novembre 2005) è un calciatore francese, difensore del Manchester Utd e della nazionale Under-21 francese.

## Caratteristiche tecniche
Ritenuto uno dei maggiori talenti del calcio europeo, è un difensore centrale, in grado di effettuare passaggi corti, non si getta nei contrasti ma è dotato di grande elevazione a palla alta e di grande capacità di impostazione.

## Carriera

### Club

#### Gli inizi, Lilla
Nato a Saint-Maurice, Yoro inizia a giocare nelle scuole calcio di Alfortville e Villeneuve-d'Ascq, per poi entrare a far parte del settore giovanile del Lilla nel 2017. Il 10 gennaio 2022, firma il suo primo contratto professionistico con i Lillois, valido fino al 2025.
Il 14 maggio successivo, debutta in prima squadra e fra i professionisti, in occasione dell'incontro di Ligue 1 vinto per 1-3 contro il Nizza, subentrando ad Angel Gomes al 78º minuto di gioco. A 16 anni, 6 mesi e un giorno, diventa così il più giovane esordiente nella storia del club, superando il precedente record di Eden Hazard. Lascia i francesi al termine della stagione 2023-2024, dopo aver collezionato complessivamente 60 presenze e 3 reti.

#### Manchester Utd
Il 18 luglio 2024 viene acquistato a titolo definitivo dal Manchester Utd per 62.5 milioni di euro, con il quale sottoscrive un contratto di cinque anni valido fino al 30 giugno 2029. Il suo debutto con i Red devils è posticipato a causa di un infortunio alla caviglia che lo ferma fino ad inizio dicembre. Il 4 dicembre esordisce in Premier League, subentrando a Harry Maguire, nella sconfitta in trasferta per 2-0 contro l'Arsenal. Il 10 aprile 2025 segna il suo primo goal nel pareggio ai quarti di finale dell'Europa League contro il Lione per 2-2.

### Nazionale
Yoro ha giocato nelle nazionali Under-17 e Under-18 francesi.

## Statistiche

### Presenze e reti nei club
Statistiche aggiornate al 24 maggio 2025.
| Stagione        | Squadra         | Campionato      | Campionato | Campionato | Coppe nazionali | Coppe nazionali | Coppe nazionali | Coppe continentali | Coppe continentali | Coppe continentali | Altre coppe | Altre coppe | Altre coppe | Totale | Totale |
| Stagione        | Squadra         | Comp            | Pres       | Reti       | Comp            | Pres            | Reti            | Comp               | Pres               | Reti               | Comp        | Pres        | Reti        | Pres   | Reti   |
| --------------- | --------------- | --------------- | ---------- | ---------- | --------------- | --------------- | --------------- | ------------------ | ------------------ | ------------------ | ----------- | ----------- | ----------- | ------ | ------ |
| 2021-2022       | Lilla 2         | N3              | 9          | 0          | -               | -               | -               | -                  | -                  | -                  | -           | -           | -           | 9      | 0      |
| 2022-2023       | Lilla 2         | N3              | 4          | 0          | -               | -               | -               | -                  | -                  | -                  | -           | -           | -           | 4      | 0      |
| Totale Lilla 2  | Totale Lilla 2  | Totale Lilla 2  | 13         | 0          |                 | -               | -               |                    | -                  | -                  |             | -           | -           | 13     | 0      |
| 2021-2022       | Lilla           | L1              | 1          | 0          | CF              | 0               | 0               | UCL                | 0                  | 0                  | SF          | 0           | 0           | 1      | 0      |
| 2022-2023       | Lilla           | L1              | 13         | 0          | CF              | 2               | 0               | -                  | -                  | -                  | -           | -           | -           | 15     | 0      |
| 2023-2024       | Lilla           | L1              | 32         | 2          | CF              | 3               | 0               | UECL               | 9                  | 1                  | -           | -           | -           | 44     | 3      |
| Totale Lilla    | Totale Lilla    | Totale Lilla    | 46         | 2          |                 | 5               | 0               |                    | 9                  | 1                  |             | 0           | 0           | 60     | 3      |
| 2024-2025       | Manchester Utd  | PL              | 21         | 0          | FACup+CdL       | 3+1             | 0+0             | UEL                | 8                  | 1                  | -           | -           | -           | 33     | 1      |
| Totale carriera | Totale carriera | Totale carriera | 80         | 2          |                 | 9               | 0               |                    | 17                 | 2                  |             | 0           | 0           | 106    | 4      |